# Nordlig pudu
Nordlig pudu (Pudu mephistophiles) är en däggdjursart som först beskrevs av De Winton 1896.  Pudu mephistophiles ingår i släktet puduhjortar och familjen hjortdjur. IUCN kategoriserar arten globalt med kunskapsbrist. Inga underarter finns listade.
Nordlig pudu förekommer i Anderna i nordvästra Sydamerika. Utbredningsområdet sträcker sig från Colombia till centrala Peru. Arten vistas där i regioner som ligger 2000 till 4000 meter över havet. Habitatet utgörs av bergsskogar, t.ex. molnskogar, samt av fuktiga bergsängar.
Arten når en vikt av 3,3 till 6 kg (omkring 5,8 kg enligt en annan källa) och en mankhöjd av 25 till 32 cm. Enligt andra källor är nordlig pudu lite större än sydlig pudu. Halsen är hos Pudu mephistophiles ljusare brun än bålen och huvudet är påfallande mörkt. Hannar har horn som blir cirka 6 cm långa. Mjölktänderna hos ungar av nordlig pudu har en avvikande form jämförd med mjölktänder från ungar av sydlig pudu.